# Budapest Bábszínház

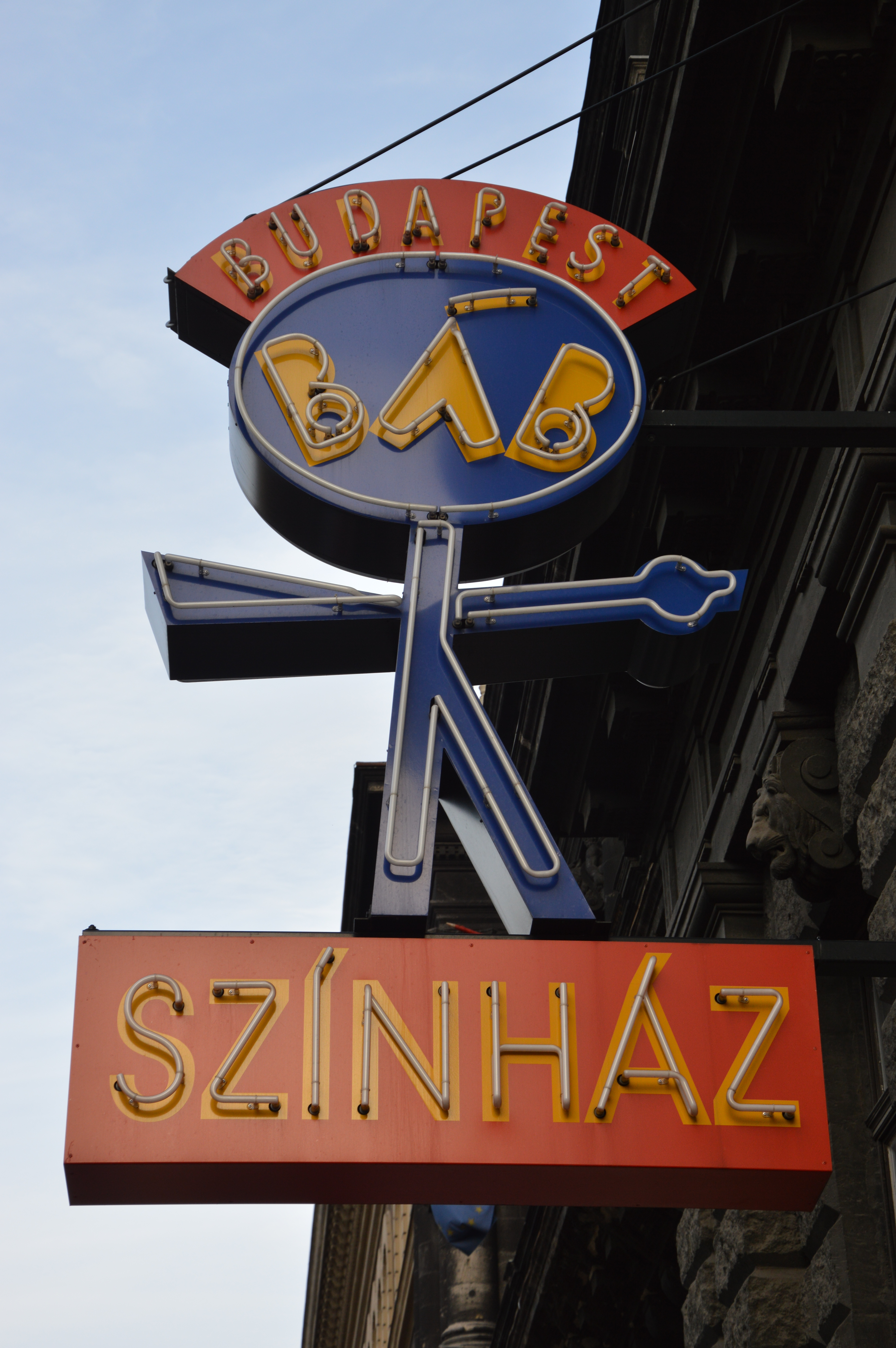
Lichtreklame des Budapest Bábszínház

Budapest Bábszínház (deutsch Budapester Puppentheater) ist ein Puppentheater in der ungarischen Hauptstadt Budapest. Es befindet sich in der Andrássy út 69 im VI. Bezirk. Es zählt zu den größten in Europa und bietet Aufführungen für Kinder wie auch Erwachsene.

## Geschichte
Das Budapester Puppentheater befindet sich in einem historischen Gebäude, das nach Plänen des Architekten Adolf Láng von 1875 bis 1877 erbaut wurde, und in dem seit 1907 mehrere Kabaretts sowie das Kammertheater des Nationaltheaters (Nemzeti Színház Kamaraszínháza) betrieben wurden.
1947 gab es dort ein erstes Puppentheater unter dem Namen Mesebarlang (deutsch Märchenhöhle) mit Plätzen für 312 Zuschauer.
Das Staatliche Puppentheater (ungarisch Állami Bábszínház) wurde am 8. Oktober 1949 eröffnet. Zur Zeit der Eröffnung waren im Programm die drei Stücke Tavaszi virág, ein chinesisches Märchen, zu dem György Ligeti die Musik geschrieben hatte, sowie Kalács und Macskalak. Diese Stücke wurden insgesamt siebzigmal aufgeführt. Es war damals das einzige professionelle Puppentheater in Ungarn und sollte dies auch für mehrere Jahrzehnte bleiben. 1958 wurde Dezső Szilágyi für den Zeitraum von  33 Jahren Direktor des Theaters. In den 1960er Jahren zogen die innovativen Produktionen des Theaters die Aufmerksamkeit der internationalen Kunstszene auf sich.
In den Jahren von 1971 bis 1976 wurde das Theater nach Plänen der Architektin Mária Siklósi umgebaut und erweitert, so dass es mehr Besuchern Platz bot.
1992 wurde es in Budapester Puppentheater umbenannt. Das Budapester Puppentheater war mehr als siebzig Mal auf Gastspielreise auf allen fünf Kontinenten und erhielt zahlreiche Auszeichnungen bei Festivals im In- und Ausland.

## Repertoire
Das Repertoire umfasst neben traditionellen Produktionen für Kinder klassische und zeitgenössische Werke von ungarischen und ausländischen Autoren, Stücke inspiriert durch Märchen und Volkskunst sowie Auftragswerke. Oftmals werden Aufführungen auch von Musikern begleitet.

## Aktuelle Situation
Mittlerweile gibt es zwei Spielstätten, einen großen Saal für ungefähr 400 sowie ein Studio für ungefähr 100 Zuschauer. Zu den 300 Vorstellungen pro Saison kommen mehr als 100.000 Besucher.
Im Jahr 2010 wurde das BÁBU-Festival begründet, das versucht neue Wege zu gehen, um Puppentheater Kindern, Jugendlichen und Erwachsenen zu präsentieren.
Seit 2014 beteiligt sich das Budapester Puppentheater am Welt-Puppentheater-Tag, der jeweils am 21. März eines Jahres stattfindet.